# Adina Izarra
Adina Izarra (Caracas, 1959) es una compositora venezolana de música clásica, electrónica, electroacústica y acusmática. Ha sido Premio Nacional de Composición de Venezuela en cuatro ocasiones.

## Biografía
Adina Izarra comenzó su formación musical como pianista clásica, aunque progresivamente fue interesándose en la composición contenporánea, en particular en la música experimental, electroacústica y electrónica.
Estudió composición con Alfredo del Mónaco, en Caracas y en Inglaterra  con el compositor inglés Vic Hoyland.
Izarra obtubo un máster en Postproducción Audiovisual Digital en ESPOL, Guayaquil y posee un PhD en composición de la Universidad de York, Inglaterra.
En los 90 fue delegada de Venezuela ante la Sociedad Internacional para la Música Contemporánea, así como miembro de su comité ejecutivo.
En 2011 fundó el Laboratorio Digital de Música de la Universidad Simón Bolívar, que tiene como miembros, entre otros, al compositor Miguel Noya. Fue directora de este laboratorio hasta el año 2016, cuando se muda a Ecuador.
Actualmente residente en Guayaquil, Ecuador, donde es profesora de la Universidad de las Artes. Se desempeña en las áreas de los electrónicos en vivo y  visuales audio-reactivos. Es miembro activo de la RedAsla Red de Arte Sonoro Latinoamericano.

## Carrera musical
Izarra ha compuesto para una amplia gama de medios, tanto instrumentales como electrónicos y electroacústicos, con énfasis en las relaciones humanas con la naturaleza, la ecología, y la música antigua.
Su música ha sido interpretada ampliamente por artistas latinoamericanos e internacionales, incluyendo orquestas de Venezuela, Argentina, Uruguay, Australia y Europa.
Actualmente tiene un trío con la ingeniera de sonido ecuatoriana Meining Cheung, y el músico venezolano Rubén Riera, quien toca instrumentos antiguos y contemporáneos de cuerda pulsada. Con este último realiza improvisaciones originales, obra de ambos, así como versiones de música antigua, transformada a través de técnicas electrónicas.
Su música ha sido publicada en Estados Unidos por LAFI Publishers (www.lafipublishers.com) y en Alemania por Certosa Verlag (www.certosaverlag.de) y ha sido grabada tanto por sellos latinoamericanos como por Bis Records (https://bis. sí/compositor/izarra-adina).

## Obras
- Oshunmare, concierto para violín y orquesta, 1982
- Mira para dos pianistas y un narrador, 1983
- Tejedora de Arpilleras Mágicas para orquesta sinfónica, 1985
- Plumismo para flauta piccolo, 1986
- Pitangus Sulphuratus, concierto para flauta y cuerdas, 1987
- Vojm para voz e instrumento electrónico, 1988
- A Través de algunas Transparencias para arpa, 1989
- Margarita para soprano, guitarra y flauta, 1989
- Silencios para guitarra, 1989
- Reverón para flauta oboe y contrabajo, 1989
- Querrequerres para dos piccolos, 1989
- Desde una ventana con Loros para guitarra, 1989
- A Dos para flauta y guitarra, 1991
- Dos Movimientos para Quinteto para guitarra y cuarteto de cuerdas, 1991
- Concierto para guitarra, 1991
- Homenaje para orquesta de cámara, 1991
- Luvina para flauta bajo, 1992
- El Amolador para flauta, 1992
- Introducción musical para la obra "Las troyanas" de von Eurípides, 1993
- Carrizos para flauta, 1994
- Folias de España para guitarra, 1995
- Estudio sobre la cadencia Landini para piano, 1996
- Oratorio Profano, 1997
- Retratos de Macondo para clarineta, fagot y piano, 1997
- Concierto de Arpa, 1997
- Tres cortos para flauta y guitarra, 1998
- Guacaipuro, Ópera, 2000
- Tres Cortos para piano y flauta, 2001
- Folías de España para arpa, 2002
- A la Caccia para flauta dulce, tiorba y viola da gamba, 2002
- A la Caccia para orquesta de cuerdas, 2003
- Cónclave para piano, 2003
- Dos Miniaturas Medievales para clarinete y piano, 2003
- Corto para guitarra y cuarteto de cuerdas, 2003
- Tercer Aria para oboe, clarinete y fagot, 2004
- Aria 3c para flauta dulce, bajón y guitarra, 2004
- La Tierra es nuestra casa para cuarteto de cuerdas, 2004
- De Viseé para tiorba y laptop, 2004
- Vihuela en colaboración con Rubén Riera, para vihuela y electrónico, 2005
- Toda mi vida os amé, video (con ilustraciones del El Maestro de Luis de Milán), 2006

## Distinciones
- Premio Nacional de Composición (1984, 1985, 1990 y 1991)